# لیتن
لیتن (به چکی: Liteň) یک منطقهٔ مسکونی در جمهوری چک است که در ناحیه بروون واقع شده‌است. لیتن ۲٫۹۲ کیلومتر مربع مساحت و ۱٬۸۷۵ نفر جمعیت دارد و ۳۲۲ متر بالاتر از سطح دریا واقع شده‌است.